# Jussara (kommun i Brasilien, Bahia)
Jussara är en kommun i Brasilien.   Den ligger i delstaten Bahia, i den östra delen av landet, 900 km nordost om huvudstaden Brasília. Antalet invånare är 15 053.
Omgivningarna runt Jussara är huvudsakligen savann. Runt Jussara är det mycket glesbefolkat, med 5 invånare per kvadratkilometer.